# Naveen-ul-Haq
Naveen-ul-Haq Murid (paschtunisch نوین الحق مرید; * 23. September 1999 in Kabul, Afghanistan) ist ein afghanischer Cricketspieler, der seit 2016 für die afghanische Nationalmannschaft spielt.

## Kindheit und Ausbildung
Naveen-ul-Haq war Teil des afghanischen Teams bei der ICC U19-Cricket-Weltmeisterschaft 2018.

## Aktive Karriere
Naveen-ul-Haq gab sein Debüt in der afghanischen Nationalmannschaft im September 2016 in der ODI-Serie in Bangladesch, konnte sich jedoch zunächst nicht im Team etablieren. Im September 2019 gab er dann sein Debüt im Twenty20-Cricket in einem Drei-Nationen-Turnier in Bangladesch. Kurz darauf konnte er dann bei der Tour gegen die West Indies in den ODIs (3/60) und den Twenty20s (3/24) jeweils drei Wickets erreichen. Dies gelang ihm auch mit 3 Wickets für 21 Runs in einem Twenty20 gegen Irland im März 2020. Er erhielt dann im Sommer 2020 einen Vertrag für die Guyana Amazon Warriors in der Caribbean Premier League 2020. Bei der ODI-Serie gegen Irland im Januar 2021 konnte er ein Mal drei (3/68) und ein Mal vier (4/42) Wickets erzielen. Er wurde dann für den ICC Men’s T20 World Cup 2021 nominiert, bei dem er gegen Namibia 3 Wickets für 26 Runs erreichte und als Spieler des Spiels ausgezeichnet wurde. Daraufhin nahm er eine Auszeit vom ODI-Cricket um sich auf das kurze Format zu konzentrieren. Bei der Twenty20-Serie in Irland im August 2022 konnte er dann 3 Wickets für 38 Runs erreichen. Er wurde dann für den ICC Men’s T20 World Cup 2022 nominiert und konnte dort gegen Australien 3 Wickets für 21 Runs erreichen. Im Jahr darauf folgte eine Nominierung zum Cricket World Cup 2023.